# Hel·lèniques d'Oxirinc
Les Hel·lèniques d'Oxirinc és una història de Grècia d'autor desconegut que comprén esdeveniments entre finals del segle V abans de la nostra era i principis del segle v ae, com a continuació de l'obra de Tucídides. Els escassos fragments conservats entre els papirs d'Oxirinc es refereixen a combats navals durant la Guerra jònica (darrera fase de la Guerra del Peloponnés) i als orígens i esclat de la Guerra de Corint entre els anys 397 i 395 ae.
Com es desconeix tant l'autor com el títol originari de l'obra, ha rebut el nom d'historiador d'Oxirinc i Hel·lèniques d'Oxirinc, respectivament. Hui se'n consideraCratip d'Atenes l'autor més probable.